# Tesma melema
Tesma melema là một loài bướm đêm thuộc phân họ Arctiinae, họ Erebidae.